# شعيب راشد
شعيب راشد (9 فبراير 1983 -)، إعلامي من أصل عراقي، وُلد في الكويت وعاش فيها كمواطن كويتي إلى حين سحب جنسيته بعام 2025. اشتهر من خلال برنامج سوار شعيب الذي يعرض على موقع يوتيوب، ويُقدم أيضًا برنامج "برلمان شعب "، تخرج في جامعة الكويت - قسم الاعلام وكان تخصصه الصحافة - مساند إدارة عامة.
أسس شركة أوو ميديا في العام 2012 ثم تركها وأسس شركة بالمخبة وهو المدير التنفيذي لها.
اشتهر شعيب راشد بتقديمه برنامج سوار شعيب الذي طُرح الموسم الرابع منه، وهو يطرح في هذا البرنامج مواضيع مجتمعية تعتبر جريئة ويناقشها مع ضيوفه في كل حلقة، يتألف برنامجه من 12 حلقة، أثارت بعض من حلقاته الجدل ما حدا ضيوفَه على الانسحاب كحلقتي الإعلامية حليمة بولند والممثلة هيا الشعيبي.

## جذوره
جاء والده راشد من العراق إلى الكويت وفيها تعرف على رجل يدعى «سالم الهاجري» وكنوع من الوفاء قام سالم بتسجيل والده راشد كأبنه بعام 1968، حتى يستفيد من مزايا الجنسية الكويتية، وكان بمفهوم «سالم الهاجري» أن هذا الأمر بقصد التنفيع والتكريم لراشد وليس التزوير. كشفت تفاصيل حادثة التزوير بعام 1971 ولكن أمر الشيخ سعد العبد الله السالم الصباح إغلاق ملف القضية. فتمتع راشد وأبناءه بما فيهم شعيب (الذي ولد بعد حادثة التزوير ب15 عامًا) بمزايا الجنسية الكويتية كحق تعليم وعمل وسكن. وفي مايو 2025 عاد ملف قضية التزوير بعد 54 عامًا كباقي قضايا تزوير الجنسية الأخرى وفيه تم سحب جنسيه والده ومن كسبها بالتبعية.
وأن هذه القضية ليست الأولى من نوعها في الكويت، فكثير من أدعو وسجلو أشخاص على أنهم أبناءهم وأشقاهم كنوع من التنفيع.

## حياته الأسرية
في مارس 2018 أعلن عن عقد قرانه لكنه لم يفصح عن أي معلومة عن زوجته. وفي نفس السنة انفصل عن زوجته، وأوضح شعيب راشد عبر منصة تويتر أن سبب الإنفصال ما هو إلا عدم اندماج الطرفين وهو أمر طبيعي في أي ارتباط. وفي سبتمبر 2019، أعلن شعيب عن عقد قرانه مرة ثانية بإمرأة أخرى. ولم يفصح عن أي معلومة عنها.